# Arkaja
Arkaja (arab. عرقايا) – miejscowość w Syrii, w muhafazie Hims. W 2004 roku liczyła 1307 mieszkańców.